# Municipio de Chatham (Pensilvania)
El municipio de Chatham (en inglés: Chatham Township) es un municipio ubicado en el condado de Tioga en el estado estadounidense de Pensilvania. En el año 2000 tenía una población de 587 habitantes y una densidad poblacional de 6 personas por km².

## Geografía
El municipio de Chatham se encuentra ubicado en las coordenadas 41°52′00″N 77°21′59″O / 41.86667, -77.36639.

## Demografía
Según la Oficina del Censo en 2000 los ingresos medios por hogar en la localidad eran de $35,089 y los ingresos medios por familia eran $38,523. Los hombres tenían unos ingresos medios de $28,333 frente a los $16,705 para las mujeres. La renta per cápita para la localidad era de $16,623. Alrededor del 11,5% de la población estaban por debajo del umbral de pobreza.